# Gökhan Lekesiz
Gökan Lekesiz (Viersen, 25 januari 1991) is een Duits-Turks voetballer die bij voorkeur als aanvaller speelt. Lekesiz kwam in het seizoen 2015/16 uit voor Fortuna Sittard.

## Carrière
Lekesiz speelde tot 2010 in de jeugd van Borussia Monchengladbach, waarna hij vertrok naar Alemannia Aachen, waar hij in het tweede elftal speelde. Na twee seizoenen vertrok hij naar Rot-Weiß Oberhausen. Hij debuteerde in een wedstrijd tegen het tweede elftal van Fortuna Düsseldorf. Hij kwam een half uur voor tijd het veld in. Na een seizoen vertrok hij naar MSV Duisburg, uitkomend in de 3. Liga. Na twee seizoenen, waarin hij vooral speelde in het tweede elftal van de club, vertrok hij naar Nederland om te gaan voetballen bij Fortuna Sittard.  Na een proefperiode tekende hij op 9 augustus 2015 een contract tot medio 2016. Dit werd zijn eerste club buiten Duitsland.  Hier debuteerde hij op 7 augustus 2015 in een wedstrijd tegen FC Den Bosch. Een week later scoorde hij zijn eerste twee doelpunten voor de club in een wedstrijd tegen Achilles '29. Hij speelde de eerste seizoenshelft bij Fortuna Sittard nagenoeg alles mee, maar verdween gedurende de tweede seizoenshelft uit beeld. Fortuna Sittard had een optie op een tweede seizoen, maar lichtte die optie niet.
In 2016 ging Lekesiz voor SC Wiedenbrück 2000 in de Regionalliga West spelen. Na één seizoen trok hij naar Turkije, waar hij uitkwam voor Sancaktepe Belediyespor en Amed SK. In augustus 2019 keerde hij terug naar Duitsland, waar hij bij verschillende clubs op regionaal niveau speelde.